# Нововъзникващи пазари
Нововъзникващ пазар (от англ. - emerging market/country/economy) e пазар, притежаващ някои от съществените характеристики на развитите пазари, но не покрива стандартите му напълно. Тази категория включва пазари, които имат потенциал за трансформация в "развити" в бъдещето или са били такива в миналото.
Страните с нововъзникващи пазари са държави или територии в период на засилена индустриализация и бърз икономически растеж. Те заемат междинна позиция между високо развитите икономики на Западна Европа, Северна Америка и Япония от една страна, и най-слабо развитите икономики известни като „Третия свят“ в Африка, Латинска Америка и Южна Азия. Най-големите нововъзникващи пазари понастоящем са Китай, Индия, Бразилия и Русия, които в последното десетилетие добиват популярност под съкращението БРИК.
Категорията нововъзникващи пазари е с неясни граници. Някои икономисти включват към тях новоиндустриализираните, но все още бързо растящи Азиатски тигри: Сингапур, Хонконг, Тайван и Южна Корея. Други изключват от категорията страни със сравнително нисък доход на глава от населението като Индия. Трети изключват от категорията всички членове на ОИСР, като Турция, Южна Корея, Мексико и Чили, тъй като приемат членството в ОИСР като символ на принадлежност към „клуба на богатите държави“.
1. ↑  "Market Classification Framework" //  MSCI.   June 2014.
2. ↑  "Greece First Developed Market Cut to Emerging at MSCI" //  Bloomberg.   12 June 2013.